# De Revolutie!
De Revolutie! is de eerste single van het album MaMaSé! van de meidengroep K3. De single kwam uit op 9 juni 2008.
De single stond zes weken in de Nederlandse Single Top 100 en bereikte plaats 48 als hoogste positie. In België stond de single negen weken in de Ultratop 50, waarin hij plaats 14 bereikte.
Dit is de allerlaatste single van de originele K3-formatie, die iets meer dan een halfjaar voordat Kathleen Aerts bekendmaakte K3 te verlaten uitkwam. Op het album MaMaSé! staat "De Revolutie!" eveneens, maar dan met de stem van het nieuwe K3-lid Josje Huisman.

## Tracklist
1. De Revolutie! (3:24)
2. De Revolutie! instrumentaal (3:24)

## Hitnotering
Nederlandse Single Top 100
| De Revolutie in de Single Top 100 - binnen 14-06-2008, laatste notering 26-07-2008 | De Revolutie in de Single Top 100 - binnen 14-06-2008, laatste notering 26-07-2008 | De Revolutie in de Single Top 100 - binnen 14-06-2008, laatste notering 26-07-2008 | De Revolutie in de Single Top 100 - binnen 14-06-2008, laatste notering 26-07-2008 | De Revolutie in de Single Top 100 - binnen 14-06-2008, laatste notering 26-07-2008 | De Revolutie in de Single Top 100 - binnen 14-06-2008, laatste notering 26-07-2008 | De Revolutie in de Single Top 100 - binnen 14-06-2008, laatste notering 26-07-2008 | De Revolutie in de Single Top 100 - binnen 14-06-2008, laatste notering 26-07-2008 |
| Week                                                                               | 1                                                                                  | 2                                                                                  | 3                                                                                  | 4                                                                                  | 5                                                                                  | 6                                                                                  |                                                                                    |
| ---------------------------------------------------------------------------------- | ---------------------------------------------------------------------------------- | ---------------------------------------------------------------------------------- | ---------------------------------------------------------------------------------- | ---------------------------------------------------------------------------------- | ---------------------------------------------------------------------------------- | ---------------------------------------------------------------------------------- | ---------------------------------------------------------------------------------- |
| Nummer                                                                             | 93                                                                                 | 96                                                                                 | 48                                                                                 | 59                                                                                 | 75                                                                                 | 100                                                                                | uit                                                                                |

Vlaamse Ultratop 50
| De Revolutie in de Ultratop 50 - binnen 28-06-2008, laatste notering 23-08-2008 | De Revolutie in de Ultratop 50 - binnen 28-06-2008, laatste notering 23-08-2008 | De Revolutie in de Ultratop 50 - binnen 28-06-2008, laatste notering 23-08-2008 | De Revolutie in de Ultratop 50 - binnen 28-06-2008, laatste notering 23-08-2008 | De Revolutie in de Ultratop 50 - binnen 28-06-2008, laatste notering 23-08-2008 | De Revolutie in de Ultratop 50 - binnen 28-06-2008, laatste notering 23-08-2008 | De Revolutie in de Ultratop 50 - binnen 28-06-2008, laatste notering 23-08-2008 | De Revolutie in de Ultratop 50 - binnen 28-06-2008, laatste notering 23-08-2008 | De Revolutie in de Ultratop 50 - binnen 28-06-2008, laatste notering 23-08-2008 | De Revolutie in de Ultratop 50 - binnen 28-06-2008, laatste notering 23-08-2008 | De Revolutie in de Ultratop 50 - binnen 28-06-2008, laatste notering 23-08-2008 |
| Week                                                                            | 1                                                                               | 2                                                                               | 3                                                                               | 4                                                                               | 5                                                                               | 6                                                                               | 7                                                                               | 8                                                                               | 9                                                                               |                                                                                 |
| ------------------------------------------------------------------------------- | ------------------------------------------------------------------------------- | ------------------------------------------------------------------------------- | ------------------------------------------------------------------------------- | ------------------------------------------------------------------------------- | ------------------------------------------------------------------------------- | ------------------------------------------------------------------------------- | ------------------------------------------------------------------------------- | ------------------------------------------------------------------------------- | ------------------------------------------------------------------------------- | ------------------------------------------------------------------------------- |
| Nummer                                                                          | 16                                                                              | 14                                                                              | 20                                                                              | 19                                                                              | 17                                                                              | 25                                                                              | 20                                                                              | 26                                                                              | 35                                                                              | uit                                                                             |